# 둥샤위안역
둥샤위안역(중국어: 东夏园站, 건설 당시 둥부신청역(东部新城站)이라 부름)은
중국 베이징시 퉁저우구 루위안 가도 윈허 동대가에 위치한 베이징 지하철 6호선의 지하철역으로 2014년 12월 28일 6호선 2단계 개통과 함께 개장되었다.

## 위치
둥샤위안역은 윈허 동대가(동서방향)와 쑹랑로(宋郞路, 남북방향) 교차로 서쪽에 동서방향으로 배치되어 있다. 역명은 인접한 루청진 둥샤위안촌에서 따왔다.
역 외부에 P+R 주차장이 계획되어 있다.

## 역 구조

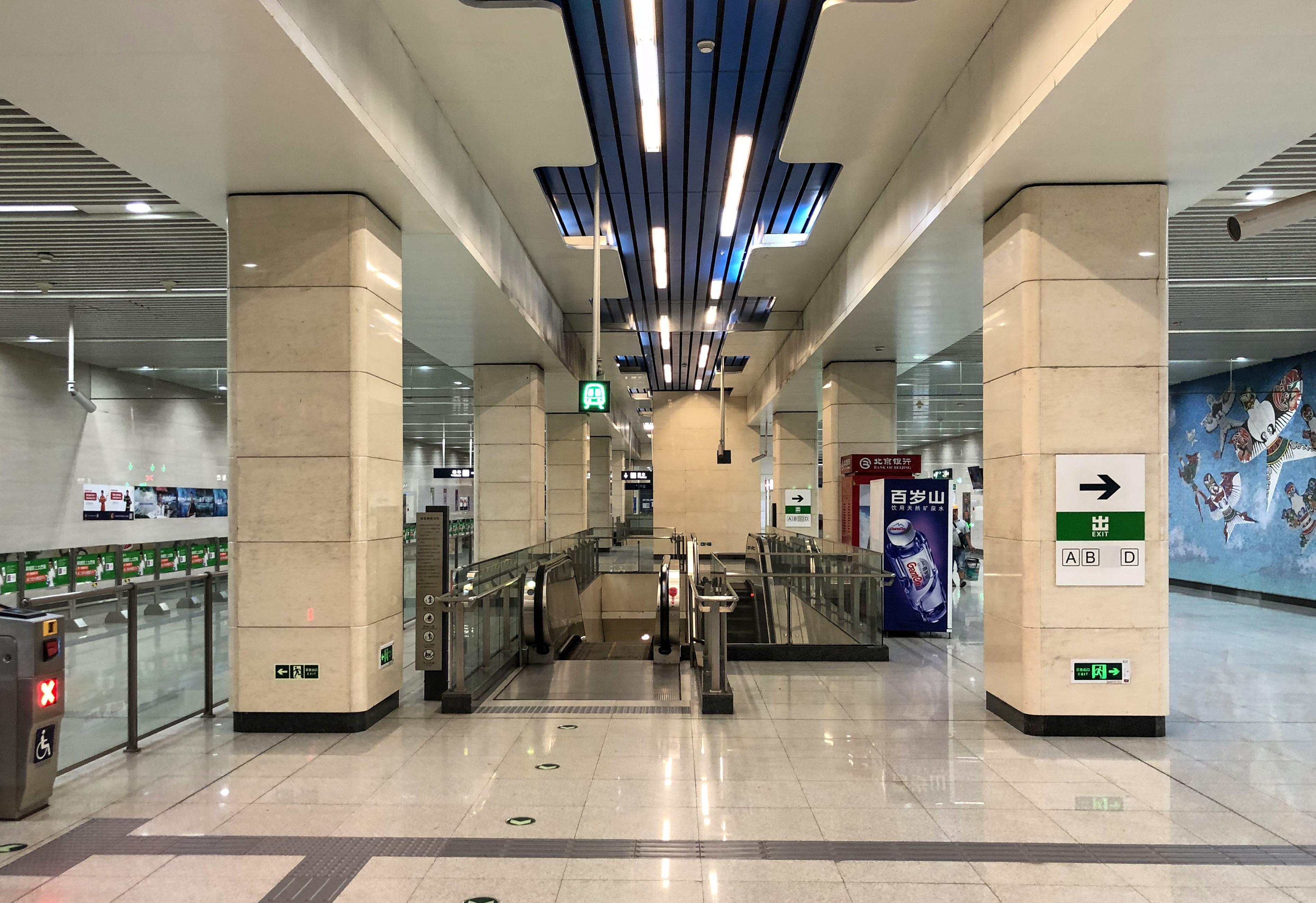
대합실(2018년 7월)

### 층별 구조
둥샤위안역은 섬식 승강장으로 설계된 지하 2층 2기둥 3경간 역이다.
| 지면층          | 가도                            | A—D출구                          |
| 지하 1층 대합실 | 대합실                          | 고객 센터, 자동발매기, 개집표기  |
| 지하 2층 승강장 | ←                               | ■ 6호선 진안차오 방면 (하오자푸) |
| 지하 2층 승강장 | 섬식 승강장, 왼쪽 출입문이 열림 |                                  |
| 지하 2층 승강장 | →                               | ■ 6호선 루청 방면 (시·종착역)    |

### 승강장
둥샤위안역은 윈허 동대가 북쪽 지하에 섬식 승강장 1개를 갖추고 있다.

### 출구
둥샤위안역은 현재 A,B,D의 3개 출구가 개방되어 있다.
|                         |                     |                   |  |
| 출구                    | 지시                | 출구 인근         |  |
| 出口 · A                | 퉁후 남로(通胡南路) | 쑹량로, 퉁후 남로 |  |
| 出口 · B                | 쑹량로(宋梁路)      | 퉁후 남로, 쑹량로 |  |
| 出口 · D                | 퉁후 남로(通胡南路) | 퉁후 남로, 쑹량로 |  |
| 아이콘 설명: 엘리베이터 |                     |                   |  |

### 역내 예술
역 내부 장식 벨트는 하이허를 상징하는 호수의 푸른색 색조를 사용한다. 대합실에는 탕샤오허(唐小禾)와 왕창싱(王长兴)이 만든 벽화 《화창한 봄바람(春风和煦》이 설치되어 있다.